# Tu (La Nina e Franco Ricciardi)
Tu è un singolo dei cantautori italiani La Niña e Franco Ricciardi, pubblicato il 16 luglio 2021.

## Descrizione
Il brano è stato scritto da La Nina insieme a Kwsk Ninja, il quale ne è anche il produttore.
Riguardo al significato e al concepimento della canzone, la cantautrice ha affermato:
Musicalmente il brano ha un beat reggaeton che richiama a ritmi latini e al flamenco. Esso è composto con un tempo presto di 174 battiti per minuto e in tonalità di Mi bemolle minore.

## Video musicale
Il video musicale relativo al brano, diretto da Attilio Cusani, è stato pubblicato in concomitanza con l'uscita del singolo sul canale YouTube di La Nina. Esso è a metà fra una performance di danza contemporanea e un'opera di videoarte.

## Tracce
Testi di Alfredo Maddaluno e Carola Moccia, musiche di Alfredo Maddaluno.
1. Tu – 3:19